# 陈叔兴
陳叔兴（573年—607年4月28日），字子推，陳宣帝陈頊第二十六子，宁远公主（隋文帝妃宣华夫人）的同母哥哥，母亲是施姬。
至德元年（583年）十月癸丑日，陳后主封陳叔兴为沅陵郡王，師事司馬延義。祯明三年（589年），陈朝灭亡，陳叔兴入隋。大业二年（604年），授给事郎，因病重而未就任。大业三年（607年）三月廿三日薨于长安县弘教乡务德里之第，时年三十五岁。当年六月葬于大兴县义阳乡贵安里高阳之原。

## 子嗣
- 长子：陈发
- 第二子：陈詧